# Double Live Gonzo!
Double Live Gonzo! es el primer álbum en vivo del guitarrista estadounidense Ted Nugent, lanzado en 1978. Además de contener versiones en vivo de canciones de sus tres álbumes anteriores, se incluyeron las canciones inéditas Yank Me, Crank Me y Gonzo. El disco logró la certificación de triple platino.

## Lista de canciones

### Disco uno
1. "Just What The Doctor Ordered" 5:26
2. "Yank Me, Crank Me" 4:28
3. "Gonzo" 3:59
4. "Baby Please Don't Go" 5:58
5. "Great White Buffalo" 6:23
6. "Hibernation" 16:54

### Disco dos
1. "Stormtroopin'" 8:46
2. "Stranglehold" 11:14
3. "Wang Dang Sweet Poontang" 6:18
4. "Cat Scratch Fever" 4:49
5. "Motor City Madhouse" 10:35

## Personal
- Derek St. Holmes - voz, guitarra
- Ted Nugent - guitarra, voz
- Rob Grange - bajo
- Cliff Davies - batería